# Muhammad Jamalul Alam II.

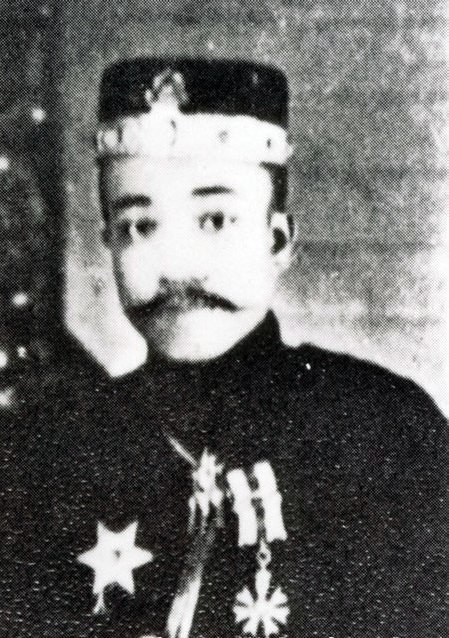
Sultan Muhammad Jamalul Alam II.

Muhammad Jamalul Alam II. (arabisch محمد جمال العالم الثاني, DMG Muḥammad Ǧamāl al-ʿĀlam aṯ-ṯānī; * 1889; † 11. September 1924) war der 26. Sultan von Brunei. Er bestieg den Thron 1906 im Alter von 17 Jahren und herrschte über Brunei bis zu seinem plötzlichen Tod durch Malaria.

## Leben
Muhammad Jamalul Alam war der älteste überlebende Sohn von Sultan Hashim Jalilul Alam Aqamaddin. Als Prinz trug er den Titel Pengiran Muda Bongsu Muhammad Jamalul Alam. Als sein Vater 1906 starb, gingen die Regierungsgeschäfte zunächst an den Majlis Pemangku Raja (Regierungsrat). Erst 1918 wurde Muhammad Jamalul Alam als Sultan gekrönt. Er war ein aufgeschlossener Monarch und förderte die Entwicklung von Landwirtschaft, Medizin und Bildung.
Daneben förderte er auch das Verständnis des Islam. Ursprünglich wurde meist in der  Surau (Kleine Moschee) unterrichtet. Als Zeichen seines Eifers ließ er eine Moschee errichten, obwohl der Staat kaum Mittel dafür hatte. Diese Moschee wurde auf einem Grundstück in der Nähe des heutigen Kampong Sultan Lama errichtet. Die Moschee wurde durch einen Bombenangriff in der Kriegszeit, während der Regierungszeit seines Sohnes Ahmad Tajuddin, zerstört.
Während seiner Regierungszeit wurde auch offiziell das Islamische Recht (Scharia) eingeführt. Das so genannte Muhammadan Law wurde 1912 eingeführt und ersetzte den Kanun Brunei. 1913 wurde der Marriage and Divorce Act eingeführt. Der Sultan hielt seine Stellung im Staatsrat. Erst mit der Einführung des Residential System 1906 wurde die komplette exekutive Macht, außer in Belangen von Religion und Tradition vom Sultan auf den Resident übertragen. 1922 zog Alam von Istana Kampong Ayer nach Istana Majlis um.
Eine Malaria-Erkrankung raffte ihn zusammen mit drei weiteren Familienmitgliedern hin. Er starb am 11. September 1924 im Alter von 35 Jahren. Sein Nachfolger wurde sein ältester Sohn Ahmad Tajuddin (Pengiran Muda Besar Ahmad Tajuddin). Alam wurde im königlichen Mausoleum in Jalan Tutong beigesetzt.

## Familie
Er war mit drei Frauen verheiratet (Raja Isteri Fatimah - gest. 7. März 1947, Pengiran Isteri Tengah - gest. 1924, Kawang Buntar) und hatte 14 Kinder, von denen 2 Sultan wurden.

## Ehrungen
- Knight Commander of the Order of St. Michael and St. George (KCMG) – 1920
- Companion of the Order of St. Michael and St. George (CMG) – 1914[1]